# Semiothisa fulvimargo
Semiothisa fulvimargo là một loài bướm đêm trong họ Geometridae.